# WWWF United States Tag Team Championship
WWWF United States Tag Team Championship było pierwszą wersją głównego tytułu dywizji tag team profesjonalnego wrestlingu promowanym przez federację World Wide Wrestling Federation od 1963 do 1967. Oryginalnie, WWWF było członkiem National Wrestling Alliance operującym w północno-wschodniej części Stanów Zjednoczonych i było nazywane jako Capitol Wrestling Corporation. Mistrzostwo było terytorialną wersją Capitol Wrestling pod nazwą NWA United States Tag Team Championship od 1958 do 1963.

## Historia tytułu

### Nazwy
| Nazwa                                                       | Lata                          |
| ----------------------------------------------------------- | ----------------------------- |
| NWA United States Tag Team Championship (Northeast version) | Lipiec 1958 – Kwiecień 1963   |
| WWWF United States Tag Team Championship                    | Kwiecień 1963 – 30 lipca 1967 |

### Panowania
| Nr | Drużyna                                              | Panowanie | Data                 | Dni | Miejsce                   | Gala       | Notka |
| -- | ---------------------------------------------------- | --------- | -------------------- | --- | ------------------------- | ---------- | --- |
| 1  | Mark Lewin i Don Curtis                              | 1         | Lipiec 1958          | 65  | Kansas City, MO           | House show | Pokonali Hansa Schmidta i Dick the Bruisera w finale turnieju. |
| 2  | The Grahams (Jerry Graham i Eddie Graham)            | 1         | 4 września 1958      | 98  | Waszyngton                | House show | [ 2 ] |
| 3  | Mark Lewin i Don Curtis                              | 2         | 11 grudnia 1958      | 167 | Waszyngton                | House show | [ 2 ] |
| 4  | The Grahams (Jerry Graham i Eddie Graham)            | 2         | 27 maja 1959         | 66  | Bridgeport, CT            | House show | [ 2 ] |
| –  | Zwakowany                                            | –         | Sierpień 1959        | –   | –                         | –          | Tytuły zostały zwakowane kiedy Eddie opuścił federację. |
| 5  | Jerry Graham (3) i Johnny Valentine                  | 1         | 14 października 1959 | 108 | West Hempstead, NY        | House show | Pokonali Marka Lewina i Dona Curtisa zdobywając zwakowane tytuły.                                                                                                   |
| 6  | The Grahams (Jerry Graham (4) i Eddie Graham)        | 3         | Marzec 1960          | 32  | New Haven, CT             | House show | Eddie powrócił i zabrał tytuł Valentine'a. |
| 7  | The Bastiens (Red Bastien i Lou Bastien)             | 1         | 2 kwietnia 1960      | 14  | New Haven, CT             | House show | [ 2 ] |
| 8  | The Grahams (Jerry Graham (5) i Eddie Graham)        | 4         | 16 kwietnia 1960     | 7   | New Haven, CT             | House show | [ 2 ] |
| 9  | The Bastiens (Red Bastien i Lou Bastien)             | 2         | 23 kwietnia 1960     | 89  | Chicago, Illinois         | House show | [ 2 ] |
| 10 | The Fabulous Kangaroos (Al Costello i Roy Heffernan) | 1         | 21 lipca 1960        | 18  | Waszyngton                | House show | [ 2 ] |
| 11 | The Bastiens (Red Bastien i Lou Bastien)             | 3         | 8 sierpnia 1960      | 16  | Waszyngton                | House show | [ 2 ] |
| 12 | The Fabulous Kangaroos (Al Costello i Roy Heffernan) | 2         | 24 sierpnia 1960     | 87  | Bridgeport, CT            | House show | [ 2 ] |
| 13 | Johnny Valentine (2) i Buddy Rogers                  | 1         | 19 listopada 1960    | 9   | Teaneck, New Jersey       | House show | [ 2 ] |
| 14 | The Fabulous Kangaroos (Al Costello i Roy Heffernan) | 3         | 28 listopada 1960    | 409 | Waszyngton                | House show | Pokonali Johnny’ego Valentine’a i Chief Big Hearta. |
| 15 | Johnny Valentine (3) i Bob Ellis                     | 1         | 11 stycznia 1962     | 175 | Waszyngton                | House show | [ 2 ] |
| 16 | Buddy Rogers (2) i Johnny Barend                     | 1         | 5 lipca 1962         | 245 | Waszyngton                | House show | [ 2 ] |
| 17 | Buddy Austin i Great Scott                           | 1         | 7 marca 1963         | 70  | Waszyngton                | House show | W kwietniu 1963, nazwa tytułów została zmieniona na WWWF United States Tag Team Championship.                                                                       |
| 18 | Skull Murphy i Brute Bernard                         | 1         | 16 maja 1963         | 182 | Waszyngton                | House show | [ 2 ] |
| 19 | Killer Kowalski i Gorilla Monsoon                    | 1         | 14 listopada 1963    | 44  | Waszyngton                | House show | [ 2 ] |
| 20 | The Tolos (John Tolos i Chris Tolos)                 | 1         | 28 grudnia 1963      | 35  | Teaneck, New Jersey       | House show | [ 2 ] |
| 21 | Don McClarity i Vittorio Apollo                      | 1         | Luty 1964            | 48  | New Haven, CT             | House show | [ 2 ] |
| 22 | Dr. Jerry Graham (6) i Luke Graham                   | 1         | 20 marca 1964        | 321 | New Haven, CT             | House show | [ 2 ] |
| 23 | Gene Kiniski i Waldo Von Erich                       | 1         | 4 lutego 1965        | 63  | Waszyngton                | House show | [ 2 ] |
| 24 | Gorilla Monsoon (2) i Bill Watts                     | 1         | 8 kwietnia 1965      | 119 | Waszyngton                | House show | [ 2 ] |
| 25 | Dan Miller i Dr. Bill Miller                         | 1         | 5 sierpnia 1965      | 200 | Waszyngton                | House show | [ 2 ] |
| 26 | Antonio Pugliese i Johnny Valentine (4)              | 1         | 21 lutego 1966       | 213 | Nowy Jork                 | House show | [ 2 ] |
| 27 | Baron Mikel Scicluna i Smasher Sloan                 | 1         | 22 października 1966 | 77  | Waszyngton                | House show | [ 2 ] |
| 28 | Spiros Arion i Tony Parisi (2)                       | 1         | 8 grudnia 1966       | 175 | Waszyngton                | House show | Był to two out of three falls tag team match. Arion i Parisi otrzymali tytuły od Valentine'a kiedy to Parisi został kontuzjowany po zdobyciu pierwszego przypięcia. |
| 29 | Spiros Arion (2) i Arnold Skaaland                   | 1         | Czerwiec 1967        | 39  | Atlantic City, New Jersey | House show | Pugliese opuścił WWWF i Skaaland otrzymał połowę tytułu. |
| 30 | Sicilians (Lou Albano i Tony Altimore)               | 1         | 10 lipca 1967        | 14  | Atlantic City, New Jersey | House show | Pokonali Skaalanda i Chucka Richardsa. |
| 31 | Bruno Sammartino i Spiros Arion (3)                  | 1         | 24 lipca 1967        | 5   | Atlantic City, New Jersey | House show | [ 2 ] |
| –  | Zdezaktywowany                                       |           | 29 lipca 1967        | –   | –                         | –          | Sammartino w międzyczasie posiadał WWWF Championship i nie był w stanie bronić swojego i tag teamowego tytułu.                                                      |

## Łączna liczba posiadań

### Drużynowo
| Nr | Drużyna                                              | Liczba posiadań | Łączna liczba dni |
| -- | ---------------------------------------------------- | --------------- | ----------------- |
| 1  | The Fabulous Kangaroos (Al Costello i Roy Heffernan) | 3               | 514               |
| 2  | Dr. Jerry Graham i Luke Graham                       | 1               | 321               |
| 3  | Buddy Rogers i Johnny Barend                         | 1               | 245               |
| 4  | Mark Lewin i Don Curtis                              | 2               | 232               |
| 5  | Antonio Pugliese i Johnny Valentine                  | 1               | 213               |
| 6  | The Grahams (Jerry Graham i Eddie Graham)            | 4               | 203               |
| 7  | Dan Miller i Dr. Bill Miller                         | 1               | 200               |
| 8  | Skull Murphy i Brute Bernard                         | 1               | 182               |
| 9  | Johnny Valentine i Bob Ellis                         | 1               | 175               |
| 9  | Spiro Arion i Tony Parisi                            | 1               | 175               |
| 11 | The Bastiens (Red Bastien i Lou Bastien)             | 3               | 119               |
| 11 | Gorilla Monsoon i Bill Watts                         | 1               | 119               |
| 13 | Jerry Graham i Johnny Valentine                      | 1               | 108               |
| 14 | Baron Mikel Scicluna i Smasher Sloan                 | 1               | 77                |
| 15 | Buddy Austin i Great Scott                           | 1               | 70                |
| 16 | Gene Kiniski i Waldo Von Erich                       | 1               | 63                |
| 17 | Don McClarity i Vittorio Apollo                      | 1               | 48                |
| 18 | Killer Kowalski i Gorilla Monsoon                    | 1               | 44                |
| 19 | Spiros Arion i Arnold Skaaland                       | 1               | 39                |
| 20 | The Tolos (John Tolos i Chris Tolos)                 | 1               | 35                |
| 21 | Sicilians (Lou Albano i Tony Altimore)               | 1               | 14                |
| 22 | Johnny Valentine i Buddy Rogers                      | 1               | 9                 |
| 23 | Bruno Sammartino i Spiros Arion                      | 1               | 5                 |

### Indywidualnie
| Nr | Wrestler                      | Liczba posiadań | Łączna liczba dni |
| -- | ----------------------------- | --------------- | ----------------- |
| 1  | Jerry Graham/Dr. Jerry Graham | 6               | 632               |
| 2  | Al Costello                   | 3               | 514               |
| 2  | Roy Heffernan                 | 3               | 514               |
| 4  | Johnny Valentine              | 4               | 505               |
| 5  | Antonio Pugliese/Tony Parisi  | 2               | 388               |
| 6  | Luke Graham                   | 1               | 321               |
| 7  | Buddy Rogers                  | 2               | 254               |
| 8  | Johnny Barend                 | 1               | 245               |
| 9  | Mark Lewin                    | 2               | 232               |
| 9  | Don Curtis                    | 2               | 232               |
| 11 | Spiros Arion                  | 3               | 219               |
| 12 | Eddie Graham                  | 4               | 203               |
| 13 | Dan Miller                    | 1               | 200               |
| 13 | Dr. Bill Miller               | 1               | 200               |
| 15 | Skull Murphy                  | 1               | 182               |
| 15 | Brute Bernard                 | 1               | 182               |
| 17 | Bob Ellis                     | 1               | 175               |
| 18 | Gorilla Monsoon               | 2               | 163               |
| 19 | Red Bastien                   | 3               | 119               |
| 19 | Lou Bastien                   | 3               | 119               |
| 19 | Bill Watts                    | 1               | 119               |
| 22 | Baron Mikel Scicluna          | 1               | 77                |
| 22 | Smasher Sloan                 | 1               | 77                |
| 24 | Buddy Austin                  | 1               | 70                |
| 24 | Great Scott                   | 1               | 70                |
| 26 | Gene Kiniski                  | 1               | 63                |
| 26 | Waldo Von Erich               | 1               | 63                |
| 28 | Don McClarity                 | 1               | 48                |
| 28 | Vittorio Apollo               | 1               | 48                |
| 30 | Killer Kowalski               | 1               | 44                |
| 31 | Arnold Skaaland               | 1               | 39                |
| 32 | John Tolos                    | 1               | 35                |
| 32 | Chris Tolos                   | 1               | 35                |
| 34 | Lou Albano                    | 1               | 14                |
| 34 | Tony Altimore                 | 1               | 14                |
| 36 | Bruno Sammartino              | 1               | 5                 |